# Palacio de Ubud

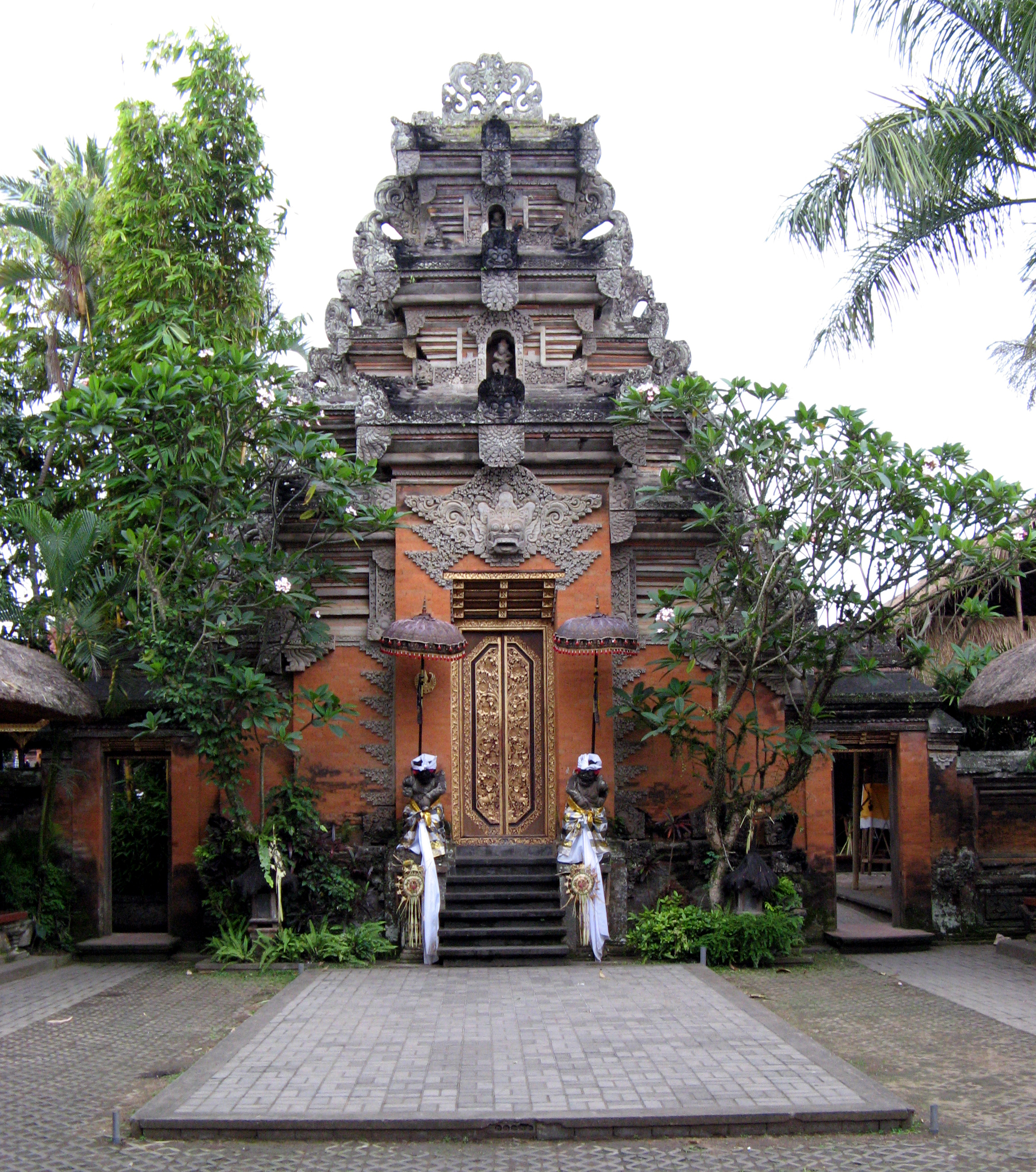
Puerta (Kori Agung) del palacio real de Ubud.

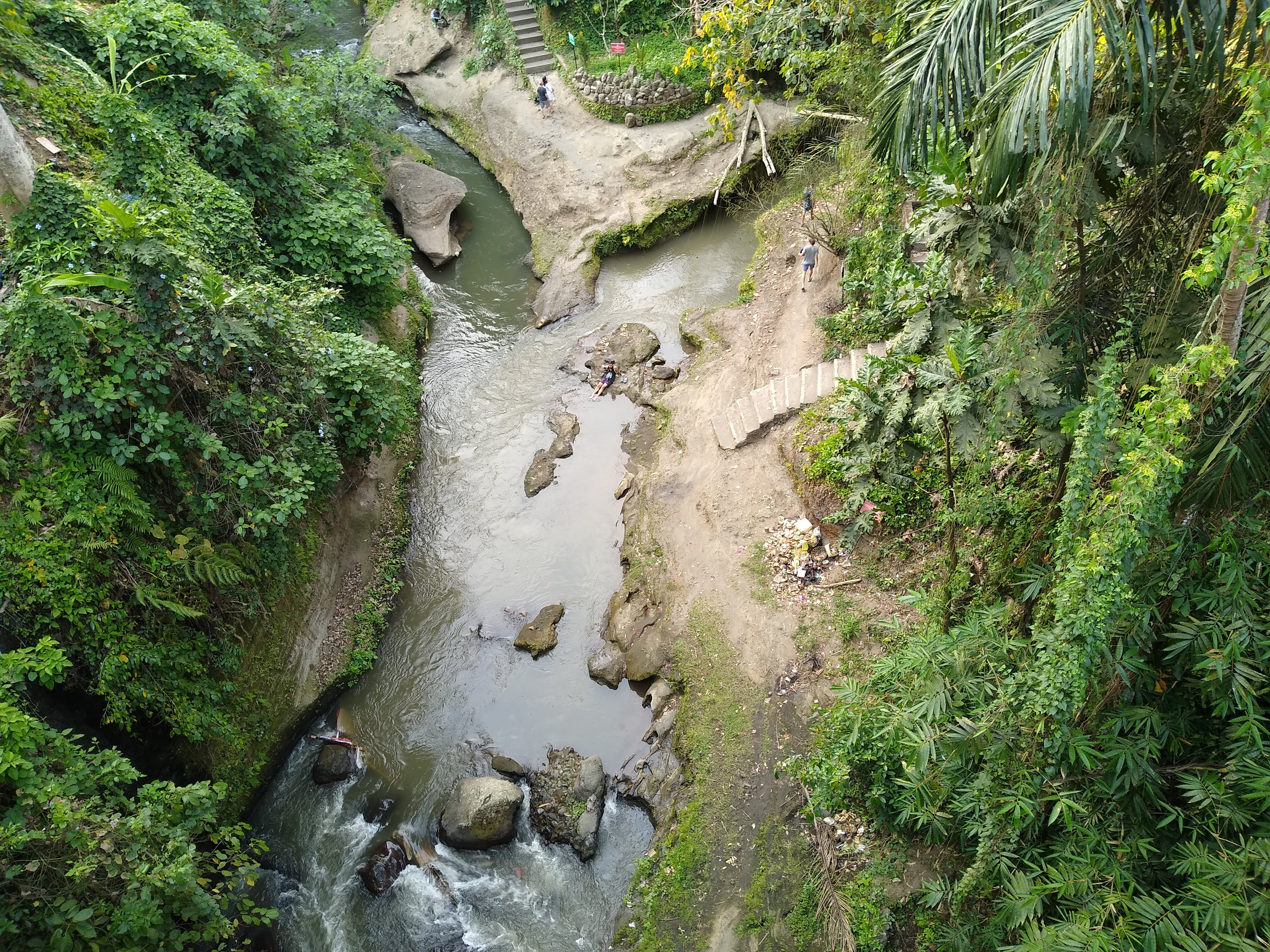
Confluencia de dos ríos en Campuhan, centro sagrado de energía.

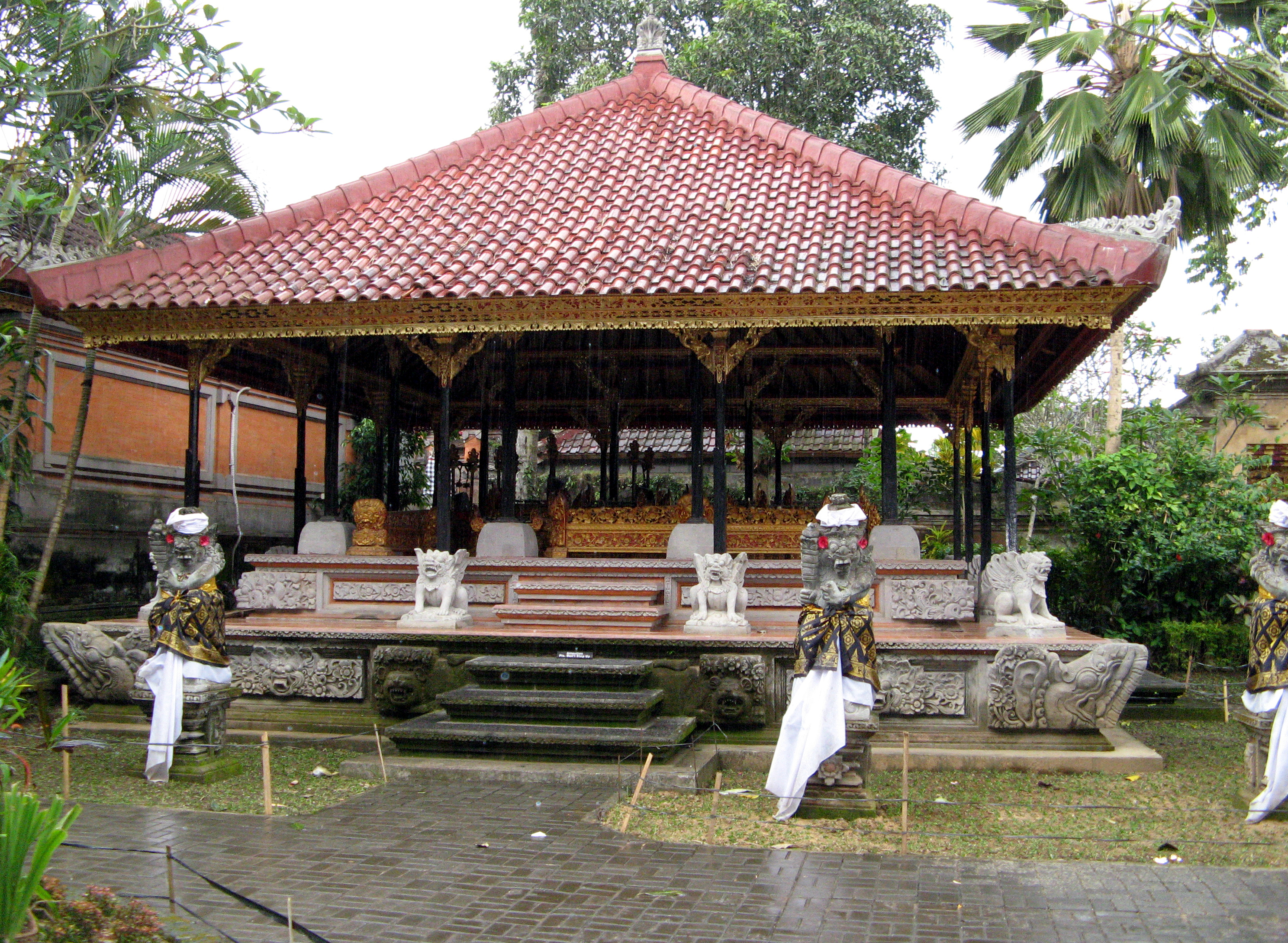
Pabellón del palacio donde se representan espectáculos de música y danza.

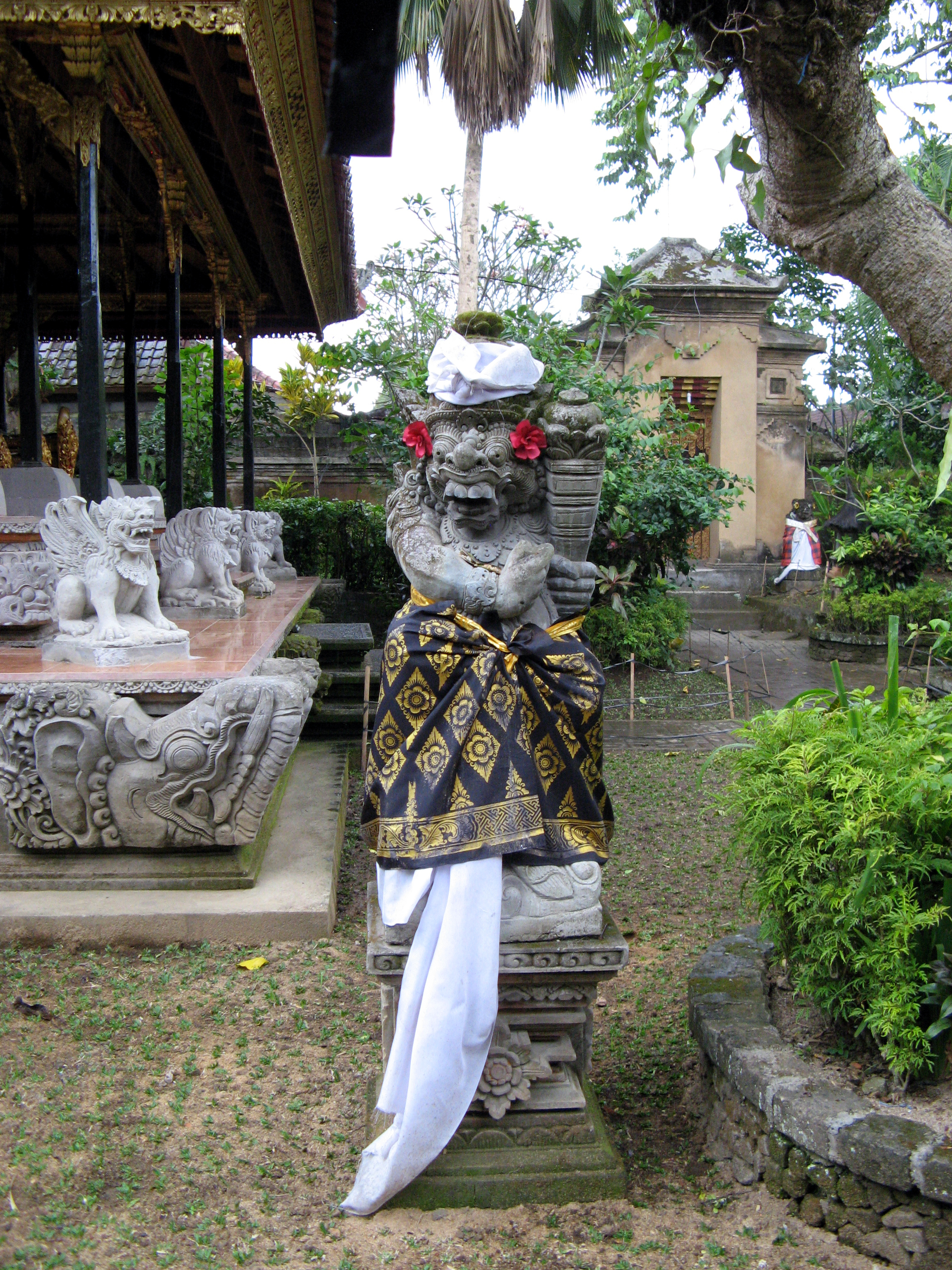
Detalle de un guardián en el palacio.

El palacio de Ubud, palacio real de Ubud u oficialmente, puri Saren Agung, es un complejo de edificios históricos situado en Ubud, kabupaten de Gianyar, en Bali, Indonesia. El palacio fue la residencia oficial de la familia real de Ubud y aún habitan allí.

## Historia
Fue en sus viajes cuando Rsi Markandya recibió una revelación divina de que en Bali iba a enterrar cinco metales preciosos en la ladera de una montaña donde ahora se encuentra el templo madre de Besakih. Junto con un grupo de seguidores, el sabio Markandya fue atraído magnéticamente a un destino ubicado en las estribaciones centrales de la isla, que irradiaba luz y energía. Este lugar era Campuhan en Ubud, en un cruce del río Wos y fue aquí donde se sintió obligado a construir un templo (pura) con el nombre de Gunung Lebah.
En expediciones posteriores por Bali, Rsi Markandya construyó otros templos importantes y creó un sistema de riego compartido en un paisaje aterrazado  (terassering) que todavía utilizan los agricultores en la actualidad. La formación del banjar, que es el consejo del pueblo responsable de los asuntos comunitarios y religiosos, también se inspiró en lo que propuso Markandya. Básicamente, se puede decir que Rsi Markaneya es responsable del fundamento del hinduismo balinés en su forma más pura, a la que se llama Agama Tirta o la religión del agua sagrada.
Desde su descubrimiento en el siglo VIII, la zona de Campuhan siempre ha sido muy respetada por los balineses por su extraordinario poder espiritual. Incluso el término Ubud proviene del término ubad, que significa medicina y se refiere a las propiedades curativas tradicionales de varias plantas que crecen aquí. Generaciones de devotos hindúes han realizado peregrinaciones especiales a las confluencias del río Wos para meditar, bañarse y recolectar agua sagrada para las ceremonias del templo y los rituales de limpieza.
Siempre ha habido vínculos entre Java y Bali, pero estos se desintegraron cuando el otrora poderoso reino Mayapajit en el siglo XV llevó a cabo un éxodo masivo de nobles a Bali. En consecuencia, se fundó un nuevo reino en la costa este de la isla llamado reino de Gelgel que brindó protección a muchas familias gobernantes importantes. Trajeron con ellos una herencia artística y los principios del sistema de castas.
En el siglo XVII, Bali experimentó un rápido surgimiento de nuevos reinos, incluido el establecimiento de varias casas reales en Ubud. Sin embargo, este período también vio muchos conflictos entre los clanes reales, con la supremacía como objetivo final. Un príncipe de Klungkung fue enviado a construir un palacio en Sukawati como centro de gran poder y belleza estética. Los artesanos llegaron de todas partes de Bali para ayudar con la construcción y, una vez finalizada, muchos de ellos optaron por quedarse. Hoy, Sukawati es una comunidad que apoya firmemente todas las formas de arte, así como la danza y la música. Se tienen noticias que alrededor de 1640 fue construida una residencia del rey de Ubud en el lugar.
Con el establecimiento exitoso de una autoridad gobernante en Sukawati, se enviaron vasallos de la corte a fines del siglo XVIII para asegurar el área de Ubud. Los primos del rey formaron comunidades rivales en Padang Tegal y más al norte en el área de Taman. Tras los enfrentamientos posteriores entre los pueblos vecinos, el rey Sukawati envió a sus hermanos, Tjokorde Ngurah Tabanan a Peliatan y Tjokorde Tangkeban a Sambahan para construir un palacio con la idea de controlar estas áreas conflictivas.

## Descripción
El palacio, en arquitectura balinesa, en su forma actual, fue construido durante el señorío de Tjokorda Putu Kandel (1800–1823).
Sin embargo, después del terremoto de 1917, estructuras del palacio sufrieron daños importantes, pero dado que era la residencia de la familia real fue rápidamente restaurado, antes de ser abierto a los huéspedes extranjeros en 1928.
Muchas de las tallas en piedra fueron realizadas por el destacado artista local I Gusti Nyoman Lempad (1862?–1978). El pabellón principal suele albergar espectáculos de danza por la noche. Al norte se encuentra el pura Marajan Agung, el templo privado de la familia real. El recinto frente al palacio tiene un magnífico árbol de higuera de Bengala y también se utiliza como residencia para la familia real.

## Espectáculos
El palacio real de Ubud es, sobre todo conocido por sus espectáculos de danza tradicional balinesa. El escenario de actuación tiene un telón de fondo de angkul-angkul ornamentado (puertas tradicionales y estatuas de guardianes). Las representaciones están animadas con orquestas de percusión gamelán.